# سامانه پدافند هوایی سوم خرداد

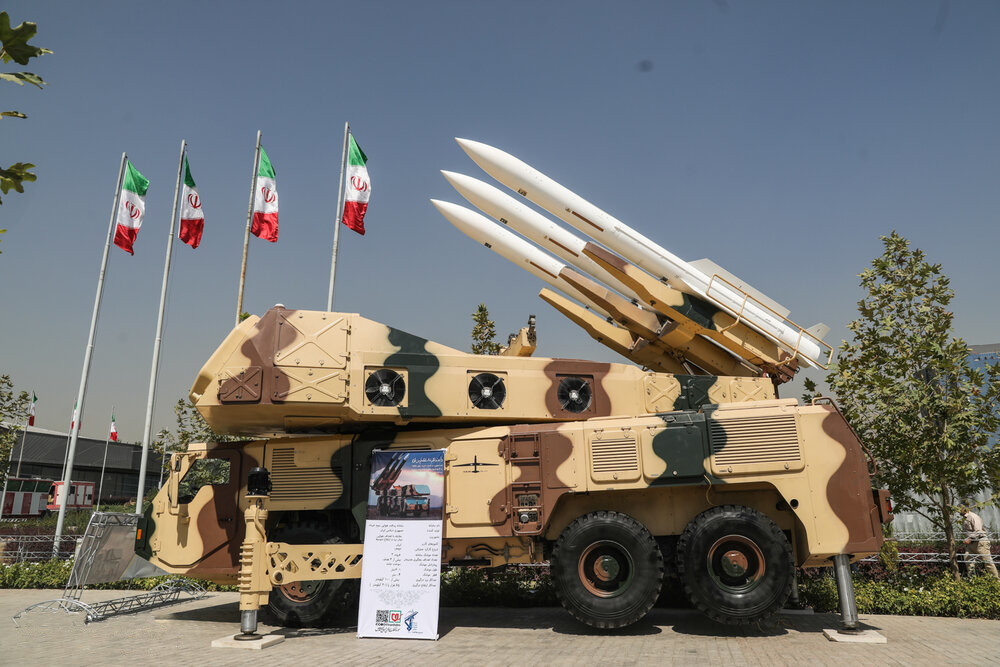

سامانه سوم خرداد یک سامانه موشکی زمین‌به‌هوا ضدهوایی (SAM) میان‌برد ساخت ایران است که شباهت زیادی به سامانه موشکی بوک M2E (نسخه صادراتی بوک M2) ساخت روسیه دارد.
نمونه اولیه سامانه سوم خرداد به نام رعد که فاقد رادار بر روی شاسی حمل موشک است حکایت از بهینه سازی مشابه در ارتش میانمار دارد   ارتش میانمار از شاسی ۶×۶ مدل mzkt-6922 شرکت MZKT بلاروس در این بهینه سازی استفاده کرده است.این سامانه، برای نخستین بار در سال ۱۳۹۳ و در نمایشگاه دستاوردهای نیروی هوافضای سپاه رونمایی شد

## نگارخانه

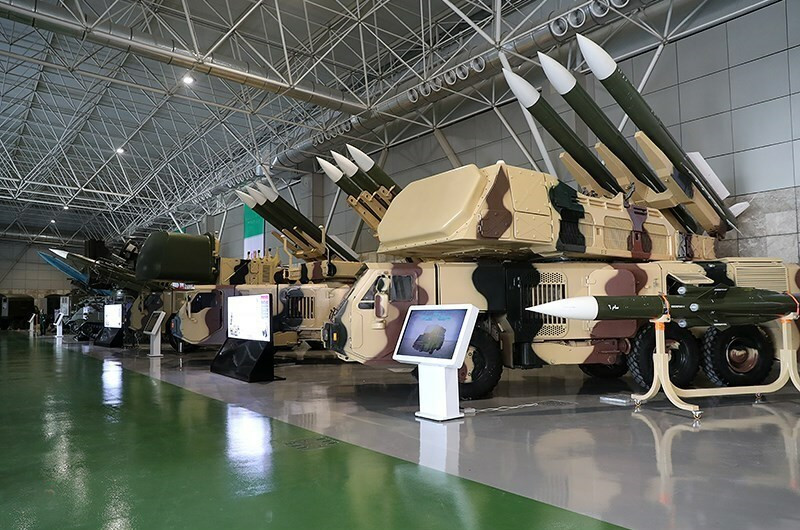

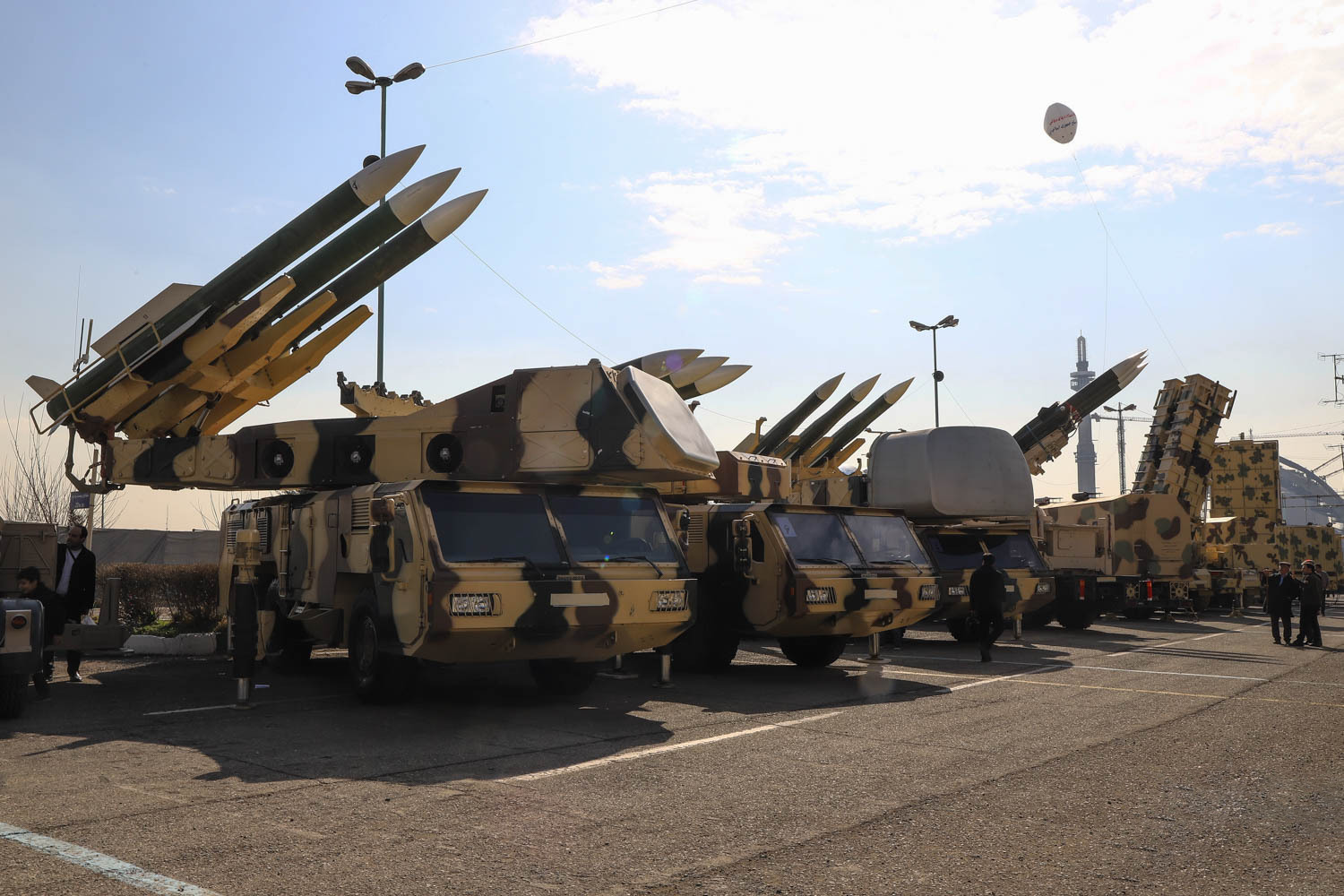

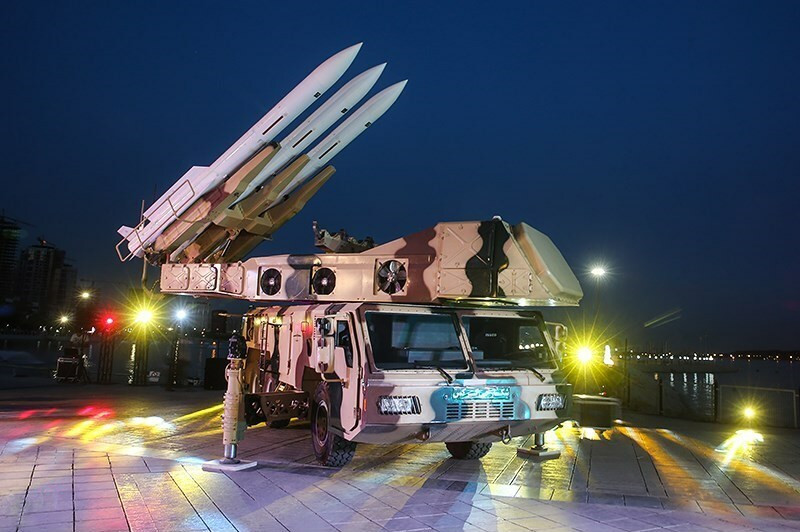

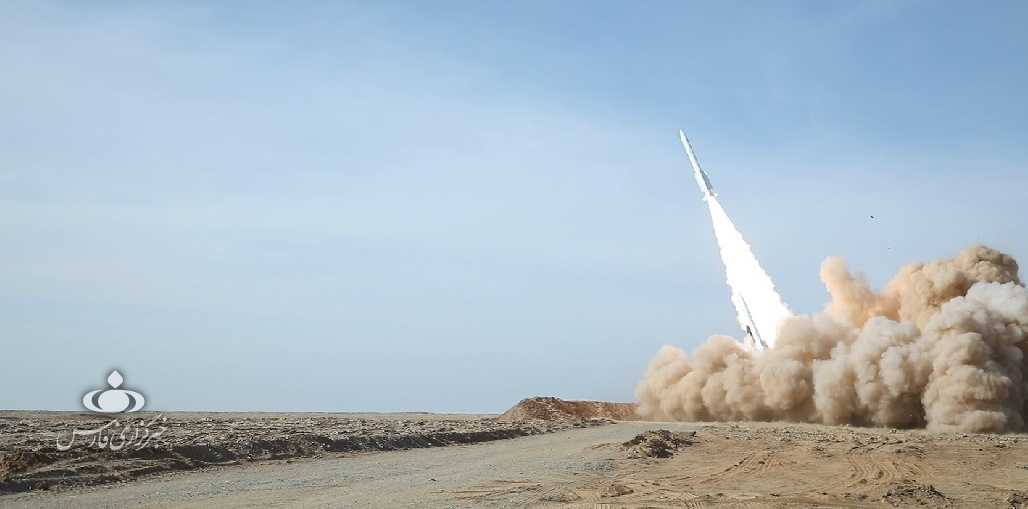

## فناوری‌ها
این سامانهٔ پدافند هوایی، از فناوری آرایه فازی بهره می‌برد. این سامانه، توانایی تمرکز همزمان روی ۴ هدف و شلیک ۸ موشک به طرف آن‌ها را به این سامانه داده‌است. پدافند هوایی سوم خرداد از موشک پدافند هوایی صیاد ۲ بهره‌مند است که می‌تواند اهدافی در فاصلهٔ ۵۰ تا ۷۵ کیلومتر و ارتفاع ۲۵ تا ۳۰ کیلومتر را منهدم کند. این سامانه، مستقل بوده و نیازی به همکاری همزمان با دیگر سامانه‌ها برای کاربردی‌شدن ندارد.

## سرنگونی یک پهپاد آمریکایی
در ۱۹ ژوئن ۲۰۱۹ در ساعت ۴:۳۰دقیقه بامداد یک پهپاد پیشرفته نورثروپ گرومن آر کیو-۴ گلوبال هاوک در تنگه هرمز توسط یک موشک طائر سامانه زمین به هوای پدافند سوم خرداد ایران مورد اصابت قرار گرفت. 